# تشارلز بويل روبرتس
تشارلز بويل روبرتس (بالإنجليزية: Charles Boyle Roberts)‏ هو محامي وقاضي وسياسي أمريكي، ولد في 19 أبريل 1842، وتوفي في 10 سبتمبر 1899. حزبياً، نشط في الحزب الديمقراطي. وقد انتخب عضو مجلس النواب الأمريكي.